# Jaume Sala i Moltó
Jaume Sala i Moltó (Cocentaina, el Comtat, 24 de maig de 1871 - Madrid, 18 de febrer de 1914) fou un franciscà, valencià, sacerdot i historiador.
Ingressà molt jove en la província franciscana de València i feu el noviciat al convent de Sant Esperit (Gilet). Professà el 25 de maig de 1887. Estudià Filosofia i Teologia i s'ordenà sacerdot en 1895. Tot i ser lector assidu de la Bíblia, els Sants Pares i els escrits i biografies de Sant Francesc d'Assís, però en ell fou determinant la lectura de les obres de Marcelino Menéndez y Pelayo. Tingué diversos càrrecs en el seu orde (Lector de Teologia, Definidor Interprovincial en Madrid, Definidor general, Cronista de la seu província, Guardià de diversos convents, etc.). Es distingí com a orador sacre (predicà quaresmes a la Catedral de Terol (1904), Xàbia (1905 i 1906) i Sagunt (1913), a més d'organitzar exercicis espirituals en diversos convents i a Benissa i Manzanera). Així mateix, fou un bon organista i assistí a les classes del pianista i compositor de Terol fra Joaquín Abad. Participà en la fundació de la revista Archivo Ibero-Americano, el primer número de la qual s'imprimí en gener de 1914. Després de passar pels convents de Terol, Benissa (Alacant) i Pego, fou destinat al Convent de San Fermín de los Navarros de Madrid, on faltà prematurament el 18 de febrer de 1914.
Es proposà de promoure l'estudi del franciscanismo a l'Estat Espanyol, i aconseguí reimprimir l'obra de la mística franciscana clàssica: fra Diego Murillo, fra Juan de los Ángeles, fra Alonso de Madrid, etc. Per a aquest propòsit, intercanvià correspondència amb l'esmentat Menéndez Pelayo, Francisco Rodríguez Marín, Paul Sabatier, Conrado Muñoz, Miguel Mir i altres. No obstant, la seua obra més important fou la primera traducció i edició dels escrits complets de Sant Francesc d'Assís en castellà: Obras completas del B. P. Francisco de Asís... (Terol, 1902). També edità els Opúsculos de San Pascual Bailón (Toledo, 1911) i feu una edició de les Floretes de sant Francesc (Madrid, 1913, molt reimpreses).